# عربة الجياد (فلم)
عربة الجياد (بالإنجليزية: Stagecoach) هو فيلم غرب أمريكي أُنتج في الولايات المتحدة وصدر في سنة 1939 وهو من إخراج جون فورد وبطولة كلير تريفور وجون واين. سيناريو الفيلم الذي كتبه دودلي نيكولز مقتبس من رواية "المرحلة إلى لوردسبورج"، وهي قصة قصيرة صدرت عام 1937 كتبها إرنست هايكوكس. تدور أحداث الفيلم عن مجموعة من الغرباء يركبون عربة قديمة تجرها الخيول عبر منطقة أباتشي الخطرة.

## الميزانية والإيرادات
بلغت تكلفة إنتاج الفيلم حوالي 531,374 دولار بينما حقق أرباحا تقدر بـ 1,103,757 دولار.

## وصلات خارجية
- عربة الجياد على موقع IMDb (الإنجليزية)
- عربة الجياد على موقع ميتاكريتيك (الإنجليزية)
- عربة الجياد على موقع الموسوعة البريطانية (الإنجليزية)
- عربة الجياد على موقع روتن توميتوز (الإنجليزية)
- عربة الجياد على موقع نتفليكس (الإنجليزية)
- عربة الجياد على موقع قاعدة بيانات الأفلام العربية
- عربة الجياد على موقع ألو سيني (الفرنسية)
- عربة الجياد على موقع Turner Classic Movies (الإنجليزية)
- عربة الجياد على موقع أول موفي (الإنجليزية)
- عربة الجياد على موقع بوكس أوفيس موجو (الإنجليزية)

1. 1 2  وصلة مرجع: https://www.oscars.org/oscars/ceremonies/1940.
2. 1 2  مذكور في: تفريغات بيانات Freebase. الناشر: جوجل.
3. 1 2 3 4  وصلة مرجع: http://www.allocine.fr/film/fichefilm_gen_cfilm=1834.html. الوصول: 1 يوليو 2016.
4. 1 2 3 4 5 6 7 8 9 10 11  وصلة مرجع: http://www.filmaffinity.com/en/film288500.html. الوصول: 1 يوليو 2016.
5. 1 2 3  وصلة مرجع: http://stopklatka.pl/film/dylizans. الوصول: 1 يوليو 2016.
6. 1 2 3 4 5 6 7 8 9 10 11 12 13 14 15 16 17 18 19 20 21 22 23 24 25 26 27 28 29  وصلة مرجع: http://www.imdb.com/title/tt0031971/fullcredits. الوصول: 1 يوليو 2016.
7. 1 2 3 4 5 6  وصلة مرجع: http://www.ofdb.de/film/5778,H%C3%B6llenfahrt-nach-Santa-F%C3%A9. الوصول: 1 يوليو 2016.